# Charito Solis
Charito Solis (Manilla, 6 oktober 1935 - Calamba, 9 januari 1998), geb. als Rosario Violeta H. Solis, was een Filipijns actrice. Ze was een van de toonaangevende actrices in bloeiperiode van de Filipijnse filmindustrie in de periode na de Tweede Wereldoorlog. Ze speelde rollen in meer dan 100 Filipijnse films. Solis was de eerste actrice die vijfmaal een FAMAS Award voor beste actrice won.

## Biografie
Charito Solis werd geboren als Rosario Violeta Solis in Santa Cruz in de Filipijnse hoofdstad Manilla. Ze was de derde van vier kinderen van Milagros en Maximo Solis. Haar vader was een krantenverslaggever en haar moeder werkte in een apotheek. Nadat haar vader overleed en haar moeder door medische problemen niet voor de kinderen kon zorgen woonden de kinderen lange tijd gescheiden van elkaar bij familieleden. Dit duurde totdat haar oudere zus Carmen genoeg geld verdiende om hen te kunnen onderhouden. Solis studeerde aan de University of the East toen haar oom, F. H. Constantino haar in 1955 op 19-jarige leeftijd introduceerde bij Narcisa de Leon, de baas van LVN Pictures. Zij gaf haar een rol in Niña Bonita, een film gebaseerd op It Happened One Night van Frank Capra. De film maakte hij in een klap populair. Het jaar erop speelde ze de hoofdrol in een film met haar eigen naam: Cahrito, I love you, een romantische komedie.
Solis won in 1960 haar eerste FAMAS Award voor beste actrice voor haar rol in Kundiman ng Lahi (1959). Het jaar erop was ze de eerste actrice die de belangrijkste Filipijnse filmprijs voor de tweede maal achter elkaar won met haar rol in Emily (1960). In 1961 stopte LVN Pictures met het maken van films en werden de activiteiten beperkt tot postproductie. Solis werd daarop freelance actrice. Ze bleef erg succesvol met haar rollen. Voor haar in Angustia (1963) won ze haar derde FAMAS Award voor beste actrice.
Later stond ze van 1967 van 1971 onder contract bij Luis Nepomuceno Productions. Deze periode wordt wel beschouwd als haar succesvolste periode. Ze speelde onder andere de vrouwelijke hoofdrol in Dahil sa Isang Bulaklak (1967), een van de klassiekers van de Filipijnse filmindustrie. het was de eerste Filipijnse kleurenfilm waarin vrouwelijk naakt (van Solis) te zien was (als silhouet). Voor haar rol als Margerita, een kosmopolitische dame die verliefd wordt op Erneste, gespeeld door Ric Rodrigo, won ze geen FAMAS Award, maar wel een onderscheiding voor beste actrice op het Asian Film Festival. Ook was de film de Filipijnse inzending voor de 40e Academy Awards in 1968.
Solis overleed in 1998 op 62-jarige leeftijd aan de gevolgen van een hartaanval. Ze is nooit getrouwd geweest.

## Bron
- Bryan L. Yeatter, Cinema of the Philippines: A History and Filmography, 1897-2005, McFarland & Company, Inc., Publishers, Jefferson (2007)

- International Standard Name Identifier: 0000 0003 6028 5549
- Library of Congress Control Number: no2011196112
- Virtual International Authority File: 220535028
- WorldCat: E39PBJwX9qpY3PtpbBx3bWYkjC